# 立山連邦王国
立山連邦（たてやまれんぽう）は、富山県高岡市の仮想国家型地域コミュニティである。立山連邦王国とも。

## 概要
高岡市の開町400年記念事業に際して発売された記念切手やトランプで「立山連峰」を「立山連邦」とする誤植が相次いだことを逆手にとり、2009年2月16日に高岡市の若手経営者などのグループ「高岡次世代経営塾」が設立した地域コミュニティである。高岡市のマスコットキャラクター利長くんを大統領とし、連邦理念として「あっかリズム」を掲げている。

## 連邦政府
- 大統領 利長くん

### 閣僚
高岡市の職員や市内の企業の経営者などが「閣僚」に就任している。
- 国務長官 菅野克志
- 運輸長官 浦野征一郎
- 財務長官 須田稔彦
- 商務長官 冨田昇太郎
- 観光交流長官 長久洋樹
- 国防長官 藤原武幸
- TIA長官[5] 大野英樹
- 産業長官 本間秀和
- 国連大使 宮越一郎
- 首席報道官 藤重嘉余子

### 建国の父
- デーブ・スペクター - 誤植のニュースの際、「高岡は独立する気なのでしょうか」とコメントしたことがきっかけで建国されたため[6]

## 加盟団体
- 立山あるぺん村 2009年4月19日加盟[7][8]